# Paramaxates khasiana
Paramaxates khasiana är en fjärilsart som beskrevs av W. Warren 1894. Paramaxates khasiana ingår i släktet Paramaxates och familjen mätare. Inga underarter finns listade i Catalogue of Life.